# Dacia Bigster

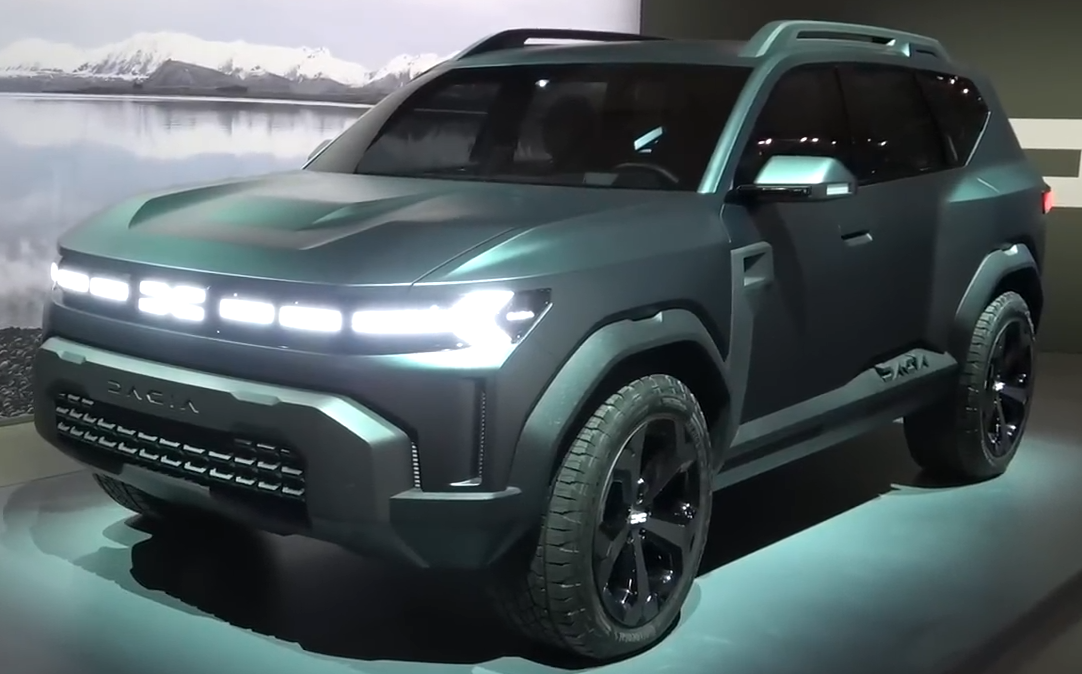
Conceptul Dacia Bigster (2021)

Dacia Bigster este un automobil construit de Dacia.
Conceptul a fost prezentat de producătorul auto român (prin intermediul companiei sale mamă Renault) Dacia pe 14 ianuarie 2021.
Studiul oferă o primă privire asupra celui de-al doilea SUV al mărcii după Duster, care va fi lansat până în 2025, conform hărții rutiere oficiale lansată de Grupul Renault mai devreme astăzi, alăturând două noi mașini din segmentul B, care urmează să fie în 2022 și 2024.
Cu o lungime de 4,6 metri (181 in), Bigsterul este aproape la fel de mare ca Skoda Kodiaq, care măsoară 4.697 mm (185 in) lungime, ceea ce îl face mai lung cu 280 mm (11 in) decât a doua generație Duster. Ca urmare, promite să ofere „un interior foarte spațios”, potrivit producătorului auto, și ar trebui să aibă opțiunea unui al treilea rând, au arătat rapoartele anterioare, dar acest lucru nu a fost încă confirmat.
Silueta sa nu este departe de Duster, dar din punct de vedere al designului, Bigster nu seamănă cu niciun vehicul din portofoliul Dacia. Are o semnătură de iluminare foarte futuristă în față, placare groasă pe părțile inferioare ale corpului din plastic reciclat, o capotă musculară, aripi largi și stopuri orizontale în formă de Y.
„Conceptul Dacia Bigster simbolizează evoluția mărcii”, a spus directorul de design Alejandro Mesonero-Romanos. „Esențial, cu o notă de răcoros și un spirit în aer liber. Dovedește că accesibilitatea nu este opusă de nici o semnificație a atractivității. La Dacia credem că da, iar această mașină este dovada.”
SUV-ul va fi construit pe platforma CMF-B, partajată cu cele mai noi Logan și Sandero, Renault Clio și Captur și Nissan Juke și Note. Linia de propulsii va fi anunțată în timp util, dar ar trebui să includă mai multe motoare pe benzină și cel puțin un hibrid.
Premieră mondială pentru Dacia Bigster a avut loc la Salonul Auto de la Paris 2024. Comenzile au fost deschise în ianuarie 2025.